# 이종원 (가수)
이종원(1970년 3월 20일 ~ )은 대한민국의 가수이자 음악 그룹 CAN의 멤버이다.

## 학력
- 경원대학교 무역학과

## 음반 활동
모자이크
- 4집 We're the Generation Mosaic (1997년)

캔
- 1집 Version 1.0 (1998년)
- 2집 Genderless (2000년)
- 3집 Can with piano CD1 (2001년)
- 4집 Gray Market (2003년)
- 5집 My Way (2005년)
- 6집 Old & New (2006년)
- 6.5집 Hot Summer Play (2007년)
- 7집 The 10th Anniversary - Variation (2008년)
- 핸드폰애가 (2009년)
- 세상, 가장 아름다운 사람은 당신이죠 (2010년)
- Special Edition (2010년)
- 눈부신 너에게 (2011년)
- 내 사랑 간장게장 (2011년)
- 한춘상 일미 간장게장 (2011년)
- 모든걸 걸었다 (2012년)

이만백 (캔 & 컬투)
- 나는 대한민국이다! (2010년)

어깨동무 Family (캔 & 터치 & 김종서 & 유채영 & 이지혜 & 소리)
- 어깨동무 Christmas (2010년)

## 가수 외 활동

### 예능
- 2000년~2009년 KBS 《가족오락관》 게스트 다수 출연
- 2003년 KBS 《TV는 사랑을 싣고》
- 2015년 MBC 《미스터리 음악쇼 복면가왕》 - 도와줘요 실버맨